# Papiro 83
O Papiro 83 ({\displaystyle {\mathfrak {P}}}83) é um antigo papiro do Novo Testamento que contém fragmentos dos capítulos vinte, vinte e três e vinte e quatro do Evangelho de Mateus (20:23-25,30-31; 23:39-24:1,6).